# マッテオ・パーロ
マッテオ・パーロ（Matteo Paro, 1983年3月17日 - ）は、イタリア・ピエモンテ州アスティ出身の元サッカー選手。現役時代のポジションはMF。

## 経歴
ユヴェントスFCの下部組織出身。2006-07シーズンのカルチョ・スキャンダルによる主力選手の大量放出を受け、共同保有先のACシエーナから戻るとディディエ・デシャンによってレギュラーに抜擢。クリスティアーノ・ザネッティとボランチを組み28試合に出場、1年でのセリエA復帰に貢献した。
2007-08シーズンは同じくセリエA復帰を果たしたジェノアCFCへ移籍。2009年夏、2009-10シーズンより昇格を果たしたASバーリへ期限付き移籍。シーズン後半はピアチェンツァ・カルチョでプレーし、2010年8月からはヴィチェンツァ・カルチョへレンタルとなった。
2013年9月30日、レガ・プロ・セコンダ・ディヴィジオーネに昇格したS.P.A.L.と1年契約を結んだ。2014-15シーズンはレガ・プロのマントヴァFCでプレー。2015年7月15日、セリエBのFCクロトーネに移籍した。クラブ史上初のセリエA昇格メンバーの一員となり、同シーズン終了後に退団。2016年末に現役引退を表明した。
2017年4月、嘗て共にプレーしたイヴァン・ユリッチがジェノアの新監督に就任することに伴いテクニカルスタッフとして招聘された。

## タイトル
ユヴェントス
- トルネオ・ディ・ヴィアレッジョ : 2003
- セリエA : 2002-03
- セリエB : 2006-07